# Hemilissa sulcicollis
Hemilissa sulcicollis är en skalbaggsart som beskrevs av Bates 1870. Hemilissa sulcicollis ingår i släktet Hemilissa och familjen långhorningar.
Artens utbredningsområde är:
- Costa Rica.
- Guyana.

Inga underarter finns listade i Catalogue of Life.